# Porirua
Porirua és una ciutat localitzada a l'àrea urbana de Wellington, a la regió de Wellington de Nova Zelanda. Els centres comercials de les ciutats de Porirua i Wellington es troben a 20 quilòmetres de distància. Una gran proporció dels residents de la ciutat es transporten diàriament a Wellington, raó per qual a vegades es considera una ciutat satèl·lit. El juny de 2011 tenia una població estimada de 52.700 habitants.

## Transport
L'autovia estatal 1 passa del nord al sud pel centre de la ciutat, unint Porirua al sud amb Wellington i al nord amb Kapiti Coast i la resta de l'illa del Nord. Porirua es localitza al termini nord de l'autopista Johnsonville-Porirua (oberta el 1950), la qual forma part de l'autovia estatal 1. L'autovia estatal 58 connecta Porirua amb Pauatahanui i Haywards a l'est.
El camí Ara Harakeke és un camí que es troba al costat de l'autovia estatal 1 i que passa pel mateix recorregut. La primera secció va ser oberta el 2002. El consell municipal de Porirua el 2003 guanyà un premi ciclista per la creació d'aquest projecte.
Els aeroports més propers a la ciutat són l'Aeroport Internacional de Wellington i l'Aeroport de Kapiti Coast.

## Política

### Nacional
Nacionalment en la Cambra de Representants de Nova Zelanda, Porirua es localitza en la circumscripció electoral general de Mana i a la circumscripció electoral maori de Te Tai Hauāuru.
Mana es considera una circumscripció liberal i que sovint vota pel Partit Laborista. Des de les eleccions de 1996 ha guanyat sempre el Partit Laborista, i mai cap altre partit; des de les eleccions parcials de Mana de 2010 ha guanyat sempre Kris Faafoi. En les eleccions de 2011 Faafoi guanyà amb el 48,61% del vot de la circumscripció. En segon lloc quedà Hekia Parata del Partit Nacional amb el 41,97% del vot.
Te Tai Hauāuru es considera una circumscripció també liberal i que sovint vota pel Partit Maori. Des de les eleccions parcials de Te Tai Hauāuru de 2004 ha guanyat sempre el Partit Maori, i mai cap altre partit; des d'aquelles eleccions parcials ha guanyat sempre Tariana Turia. En les eleccions de 2011 guanyà Turia amb el 48,30% del vot de la circumscripció. En segon lloc quedà Soraya Waiata Peke-Mason del Partit Laborista amb el 29,85% del vot.

### Local
Porirua ha tingut quatre alcaldes des del 1962.
|   | Nom            | Termini      |
| - | -------------- | ------------ |
| 1 | Whitford Brown | 1962-1983    |
| 2 | John Burke     | 1983-1998    |
| 3 | Jenny Brash    | 1998-2010    |
| 4 | Nick Leggett   | 2010-present |

## Clima
| Paràmetres climàtics mitjans de Porirua | Paràmetres climàtics mitjans de Porirua | Paràmetres climàtics mitjans de Porirua | Paràmetres climàtics mitjans de Porirua | Paràmetres climàtics mitjans de Porirua | Paràmetres climàtics mitjans de Porirua | Paràmetres climàtics mitjans de Porirua | Paràmetres climàtics mitjans de Porirua | Paràmetres climàtics mitjans de Porirua | Paràmetres climàtics mitjans de Porirua | Paràmetres climàtics mitjans de Porirua | Paràmetres climàtics mitjans de Porirua | Paràmetres climàtics mitjans de Porirua | Paràmetres climàtics mitjans de Porirua |
| Mes                                     | Gen.                                    | Feb.                                    | Mar.                                    | Abr.                                    | Mai.                                    | Jun.                                    | Jul.                                    | Ago.                                    | Set.                                    | Oct.                                    | Nov.                                    | Des.                                    | Anual                                   |
| --------------------------------------- | --------------------------------------- | --------------------------------------- | --------------------------------------- | --------------------------------------- | --------------------------------------- | --------------------------------------- | --------------------------------------- | --------------------------------------- | --------------------------------------- | --------------------------------------- | --------------------------------------- | --------------------------------------- | --------------------------------------- |
| Temperatura màxima registrada °C (°F)   | 28 (82,4)                               | 28 (82,4)                               | 27 (80,6)                               | 23 (73,4)                               | 21 (69,8)                               | 18 (64,4)                               | 21 (69,8)                               | 22 (71,6)                               | 25 (77)                                 | 22 (71,6)                               | 28 (82,4)                               | 27 (80,6)                               | 28 (82,4)                               |
| Temperatura mínima registrada °C (°F)   | 0,5 (32,9)                              | −0,2 (31,6)                             | −0,3 (31,5)                             | −1,1 (30)                               | −1,2 (29,8)                             | −1,3 (29,7)                             | −4,3 (24,3)                             | −2,9 (26,8)                             | −3,4 (25,9)                             | −1,6 (29,1)                             | −0,3 (31,5)                             | −0,6 (30,9)                             | −4,3 (24,3)                             |
| Temperatura diària màxima °C (°F)       | 20,4 (68,7)                             | 20,6 (69,1)                             | 19,3 (66,7)                             | 16,9 (62,4)                             | 15,3 (59,5)                             | 13 (55,4)                               | 12,3 (54,1)                             | 12,7 (54,9)                             | 14,3 (57,7)                             | 15,7 (60,3)                             | 17,1 (62,8)                             | 19,2 (66,6)                             | 16,4 (61,5)                             |
| Temperatura diària mínima °C (°F)       | 14,1 (57,4)                             | 14,3 (57,7)                             | 13,1 (55,6)                             | 11,3 (52,3)                             | 10,1 (50,2)                             | 8,4 (47,1)                              | 7,1 (44,8)                              | 7,3 (45,1)                              | 8,7 (47,7)                              | 10 (50)                                 | 11,1 (52)                               | 13 (55,4)                               | 10,7 (51,3)                             |
| Precipitació total mm (polzades)        | 29,5 (1,2)                              | 16,2 (0,6)                              | 23,8 (0,9)                              | 32,2 (1,3)                              | 41,1 (1,6)                              | 48,5 (1,9)                              | 28,7 (1,1)                              | 49,6 (2)                                | 23,4 (0,9)                              | 48,6 (1,9)                              | 29,7 (1,2)                              | 25 (1)                                  | 396,3 (15,6)                            |
| Font: Meoweather                        |                                         |                                         |                                         |                                         |                                         |                                         |                                         |                                         |                                         |                                         |                                         |                                         |                                         |

## Ciutats agermanades
Porirua està agermanada amb les següents ciutats:
- Blacktown (Austràlia)
- Nishio (Aichi, Japó)
- Whitby (Regne Unit)
- Yangzhou (Xina)